# Università dei Battilani

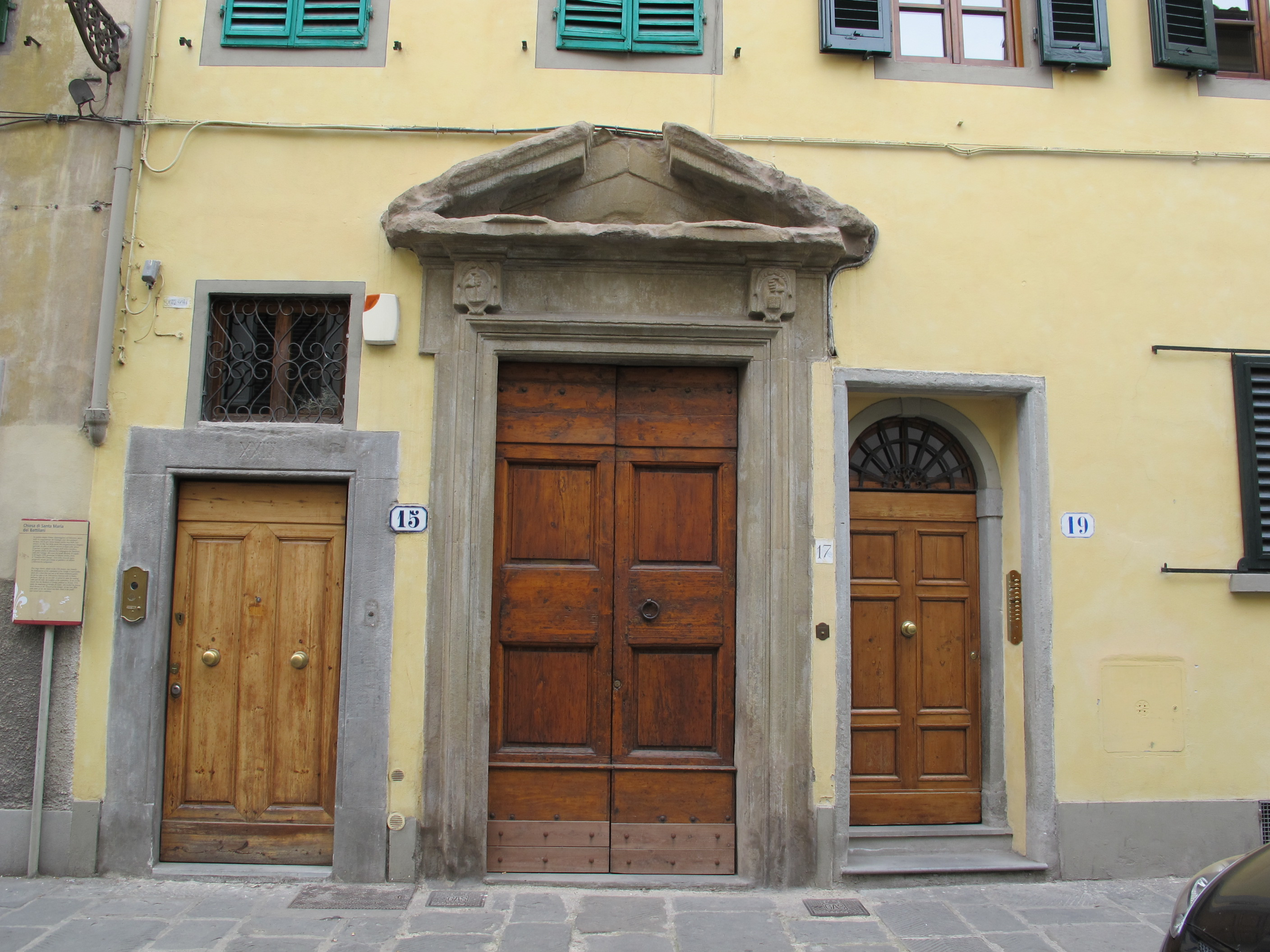
L'ingresso alla Compagnia dei Battilani

Il complesso dell'Università dei Battilani è stata un'istituzione storica di Firenze, situata tra le vie Santa Reparata, delle Ruote e San Zanobi, e comprendente una serie di attività legate ai battilana, ai cardatori e ai lavoratori affini dell'Arte della Lana. Si trattava di una Compagnia, dedicata all'Assunta, di un ospedale, di un oratorio e di "un'Università", ovvero di una scuola per fanciulli in cui imparare a leggere e scrivere.
I battilani inoltre possedevano qui una serie di case quattrocentesche che davano a pigione (in parte ancora eccezionalmente conservate, almeno esternamente, nella loro forma originaria) e un tabernacolo alla cantonata tra via Santa Reparata e via delle Ruote.

## Storia
A Firenze le corporazioni di Arti e Mestieri costituivano un'aggregazione dei cittadini su scala professionale, che permise lo straordinario sviluppo economico della città nel basso medioevo. Accanto alle questioni meramente professionali e lavorative, queste istituzioni praticavano diffusamente la carità e il mutuo soccorso tra i propri iscritti, attraverso una serie di iniziative di ispirazione religiosa.
La grande corporazione dell'Arte della Lana aveva al suo interno le varie professioni della filiera laniera, tra le quali i Ciompi (i salariati addetti soprattutto alla pettinatura e alla cardatura), che riuscirono a costituirsi brevemente come l'indipendente Arte dei Ciompi, finché nel 1378 non furono protagonisti di un celebre tumulto, che li vide sconfitti e la loro definitivamente corporazione sciolta entro il 1382.
Questi umili operai, rimasti senza un'associazione che difendesse i loro interessi, nel 1380 si riunirono in una più innocua confraternita dedicata all'Assunta, che al suo interno comprendeva:
- i battilana, cioè coloro che battevano la lana appena tosata per separarla dalla polvere e dai corpi estranei, rendendo soffici i batuffoli;
- i cardatori, gli scardassieri e i pettinatori, che sgrovigliavano i batuffoli con i "cardi" o con lo "scardasso" (un attrezzo a doppia spazzola con sottili denti di ferro) o col pettine-graticcio (che è una sorta di striglia);
- i purgatori, che lavavano i pannilana
- i cimatori, che tagliavano la peluria del tessuto su pezze finite rendendole uniformi[1].

Nella compagnia si regolavano gli orari di lavoro, le multe per le infrazioni, le forme di assistenza medica, le doti alle fanciulle povere.
Questi artigiani soffrivano poi cronicamente di asma (all'epoca detta "fame d'aria") per le polveri e le fibre che respiravano durante il lavoro, per questo ottennero nel 1490 un vasto quadrilatero non ancora edificato dal Capitolo del Duomo, affinché potessero erigervi un proprio ospedale, una sede per la Compagnia e case. Si trovava nella zona lottizzata dopo l'erezione delle mura di Arnolfo a ovest di via San Gallo, lungo le direttrici di via San Zanobi e via Santa Reparata.
L'ospedale nel 1542 fu sottoposto all'influenza dei Capitani del Bigallo, e venne soppresso nel 1753, come conseguenza delle riforme di Francesco Stefano di Lorena, quando ormai il crollo dell'industria laniera fiorentina aveva diminuito drasticamente il numero di iscritti alla Compagnia.
La confraternita venne invece soppressa da Pietro Leopoldo nel 1785. Ai primi dell'Ottocento un incendio distrusse l'archivio della Compagnia. Soltanto l'Università rimase attiva come scuola fino al 27 ottobre 1870 quando, ormai venuta a mancare la comunità dei Battilani, rimase priva del suo scopo originario, destinando quel che restava del suo patrimonio alla Congregazione di San Giovanni Battista, affinché con le rendite fossero dati sussidi ai poveri, con precedenza agli inabili al lavoro per infermità.
La chiesa venne data in uso perpetuo al priore di San Lorenzo per l'insegnamento del catechismo, e fino agli anni trenta del Novecento vi si svolse l'opera assistenziale del "Pane Quotidiano", che offriva a chiunque ne facesse richiesta una razione di pane giornaliera da consumarsi sul posto.
Infine, una delibera della Regione Toscana del 14 giugno 1983 ha soppresso il fondo di rendita dell'Opera Pia Università dei Battilani, assegnandone il patrimonio residuo al Comune di Firenze, che nel 2005 la concesse in uso gratuito all'Università degli Studi di Firenze. Per diversi anni l'edificio è oggetto di un cantiere di restauro e di adeguamento funzionale su progetto dell'architetto Giuseppe Cruciani Fabozzi, teso a farne un auditorium per le facoltà del centro storico e sede di uffici universitari, conclusi entro il 2014.

## Descrizione

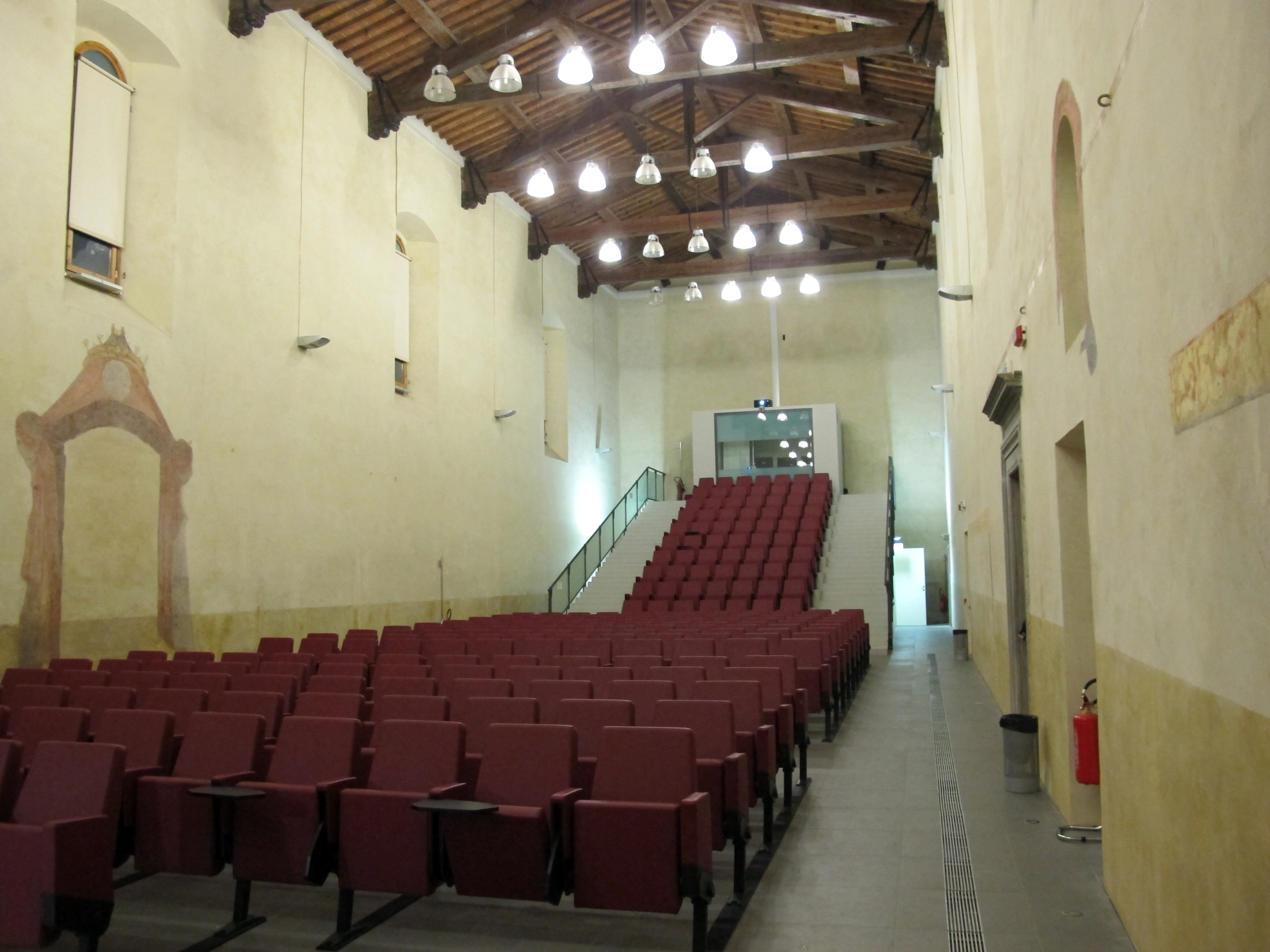
La chiesa dei Battilani

### L'oratorio
La chiesa dei Battilani, dedicata a santa Maria Assunta, o degli Angeli, si trova in via Santa Reparata 65, con un accesso anonimo dalla strada, se non fosse per uno stemma dei Battilani nella parte alta della facciata.
Un accesso più monumentale si trova in via delle Ruote 15, dove un lungo corridoio portava alla chiesa, mentre un terzo si trova in via San Zanobi 80.
Ad aula unica, lunga e alta, la chiesa è coperta da capriate lignee ed è illuminata da otto finestroni. Una cosa singolare è la presenza di numerose porte secondarie, tutte dotate di acquasantiera, da cui si poteva accedere dalle vie adiacenti. Oggi conserva resti di affreschi sei-settecenteschi. Federico Fantozzi, nella sua guida del 1842, ricordava come fosse adorna di pregevoli opere d'arte, quali due ritratti di Michele di Lando di Cristofano dell'Altissimo (oggi nei depositi di palazzo Pitti), alcuni dei principi medicei, e una pala dell'Assunta tra i santi Giovanni Battista ed Evangelista, che sostituiva quella di Ridolfo del Ghirlandaio.
Oggi la chiesa è un'aula dell'Università di Firenze.

### L'ospedale e la scuola

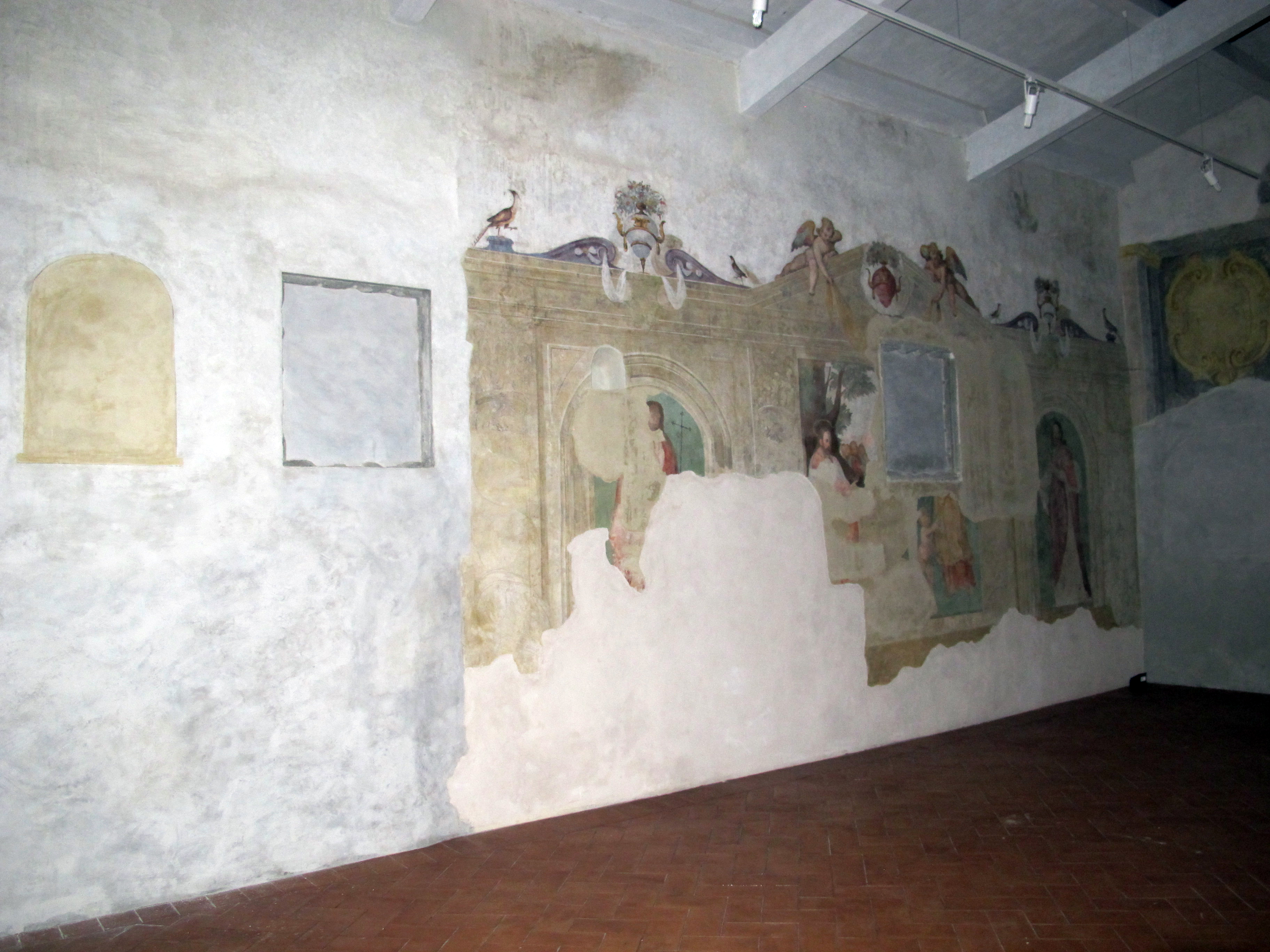
Un vano interno del complesso dei Battilani

L'ospedale dei Battilani doveva trovarsi all'interno dell'isolato, con probabile accesso preferenziale dal portale con timpano e stemmi dei Battilani in via delle Ruote 17.
Da una relazione settecentesca di Luca Bacchini, perito esitimatore per i Capitani del Bigallo, si sa che era composto da uno stanzone, adibito a corsia ospedaliera, posto al primo piano sopra gli ambienti per la riunione dei confratelli e due stanze per lo spedalingo. Era circondato su due lati da orti e giardini, godendo di ottima illuminazione e ventilazione. I letti vi erano disposti su due file, con la testata rivolta alle pareti esterne, sufficientemente distanziati tra loro.
In uno degli ampi ambienti interni dell'isolato, ben visibili nelle foto aeree, doveva trovarsi anche la scuola per i fanciulli, detta l'"Università", dove si insegnava ai figli dei confratelli a leggere, scrivere e fare elementari operazioni di conto.

### Le case

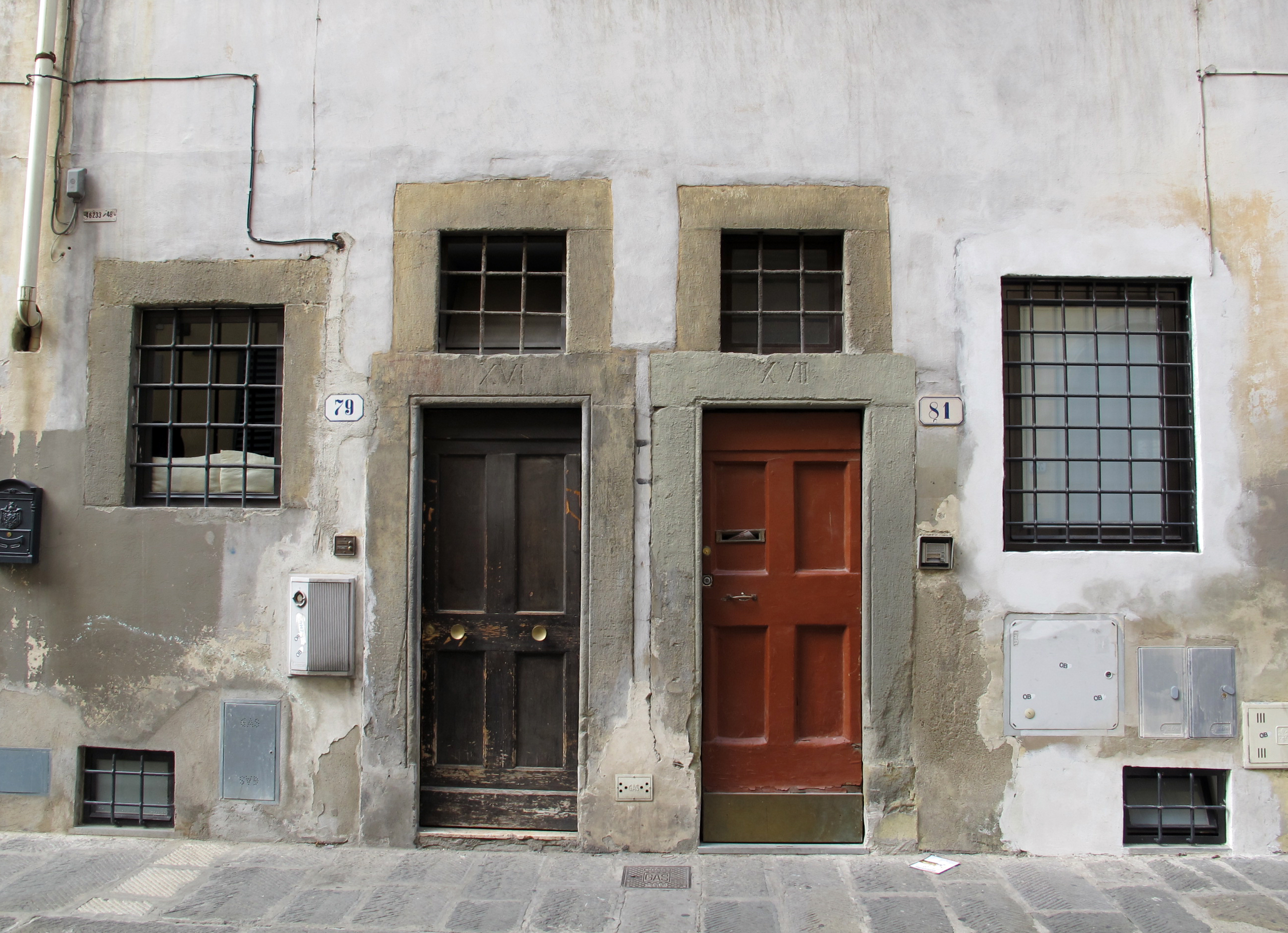
Portali gemelli delle case quattrocentesche dei Battilani in via Santa Reparata

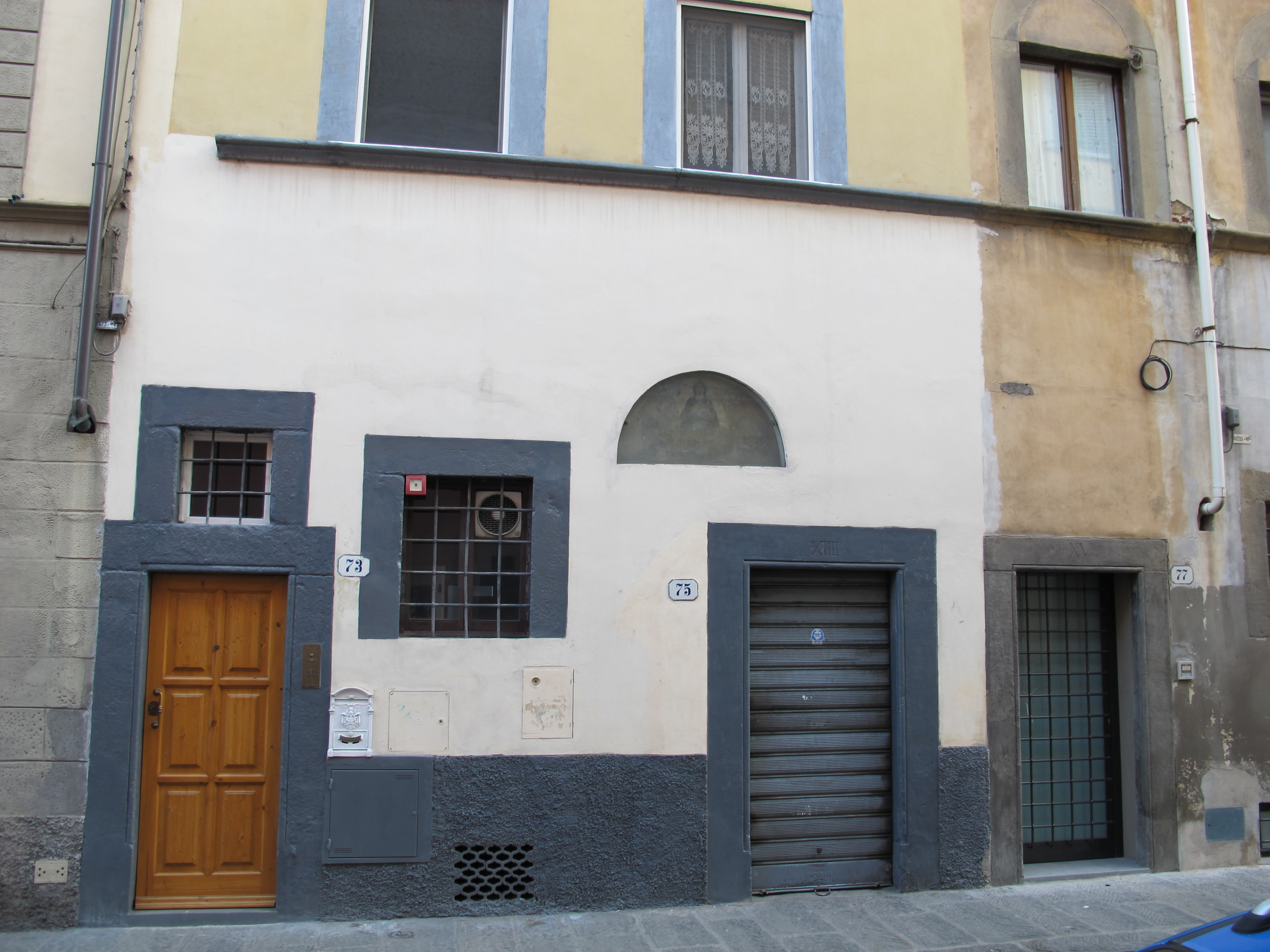
Casa dei Battilani

Secondo le ricerche di Gian Luigi Maffei, la Compagnia dei Battilani aveva edificato su via Santa Reparata dieci case e altre nove su via delle Ruote, compreso l'edificio d'angolo. Si tratta di case a schiera, con pianta speculare alternata ogni due; plurifamiliari, in quanto composte da un appartamento al piano terra con accesso specifico, e da un appartamento su due livelli sovrapposti al primo e al secondo piano, con accesso da un portale separato, dotato di finestra che dà luce alle scale. "Al primo piano, segnato dal marcadavanzale, sono presenti due finestre ad arco con mostra in pietra ravvicinate verso il centro; al secondo piano, segnato da marcadavanzale di carattere più povero rispetto a quello sottostante, ci sono altre due finestre molto contenute in altezza in asse con quelle del primo piano. Planimetricamente presentano due cellule quadrate, più corte interna e un ulteriore corpo emicellulare verso l'area libera interna che è connesso con il resto tramite un passaggio coperto a loggia. Come distribuzione funzionale al piano terra abbiamo 'sala' di ingresso con grande camino e lavabo a muro qualificati entrambi architettonicamente nella prima cellula su strada, 'camera' sulla corte e 'cucina' e 'luogo comodo' nel corpo terminale dell'edificio. Al primo piano, a cui si arriva per una scala a rampa ortogonale al fronte, si hanno due cellule e la 'cucina' connesse con il passaggio coperto aperto sulla corte; poi, con scala parallela alla precedente, si arriva al secondo piano dove si hanno ancora due cellule a palco inclinato secondo le due falde del tetto e loggia con 'luogo comodo'". Lo stesso Gian Luigi Maffei pubblica, delle tre case segnate dai numeri civici compresi tra 73 e 83 (a individuare sei unità abitative e tre case che sono quelle che della schiera originaria hanno mantenuto le caratteristiche originarie), il rilievo delle piante e dei prospetti.
Molte cornici dei portale contengono la numerazione originaria d'inventario, in cifre latine. In particolare in via Santa Reparata 73 si intravede un XIII, al 75 un XIIII ben leggibile (qui c'è anche una lunetta con una pittura murale oltremodo consunta ma ancora riconoscibile come raffigurazione della Madonna), al 77 XV, al 79 XVI, all'81 XVII e all'83 XVIII; l'85, sulla cantonata, doveva contentere il n. XIX, ma oggi non è più visibile.
Nonostante l'estrema semplicità del gruppo di case, queste sono da considerare come testimonianza oramai rara e quindi di grande interesse delle case a schiera fiorentine del primo Quattrocento.
Le case continuano su via delle Ruote, sebbene presentino forme più alterate, per la sopraelevazione di altri piani e l'apertura di fondi commerciali. Tuttavia sono riconoscibili le forme dei portali ai numeri 19 rosso e 13, mentre ai lati dell'accesso monumentale (17) ritorna la numerazione quattrocentesca: XXIIII al n. 15, XXV al 19 e XXVI al 21. La serie doveva terminare al n. 29, dove uno stemma dei Battilani sulla cantonata dell'edificio doveva segnalare il confine dei possedimenti.
Un'altra casa con lo stemma dei battilani si trova via San Zanobi 106, e altre se ne trovano sparse per la città, ma queste ultime legate a lasciti occasionali o acquisti, non collegate alla specifica opera di edificazione quattrocentesca.

### I tabernacoli e gli stemmi

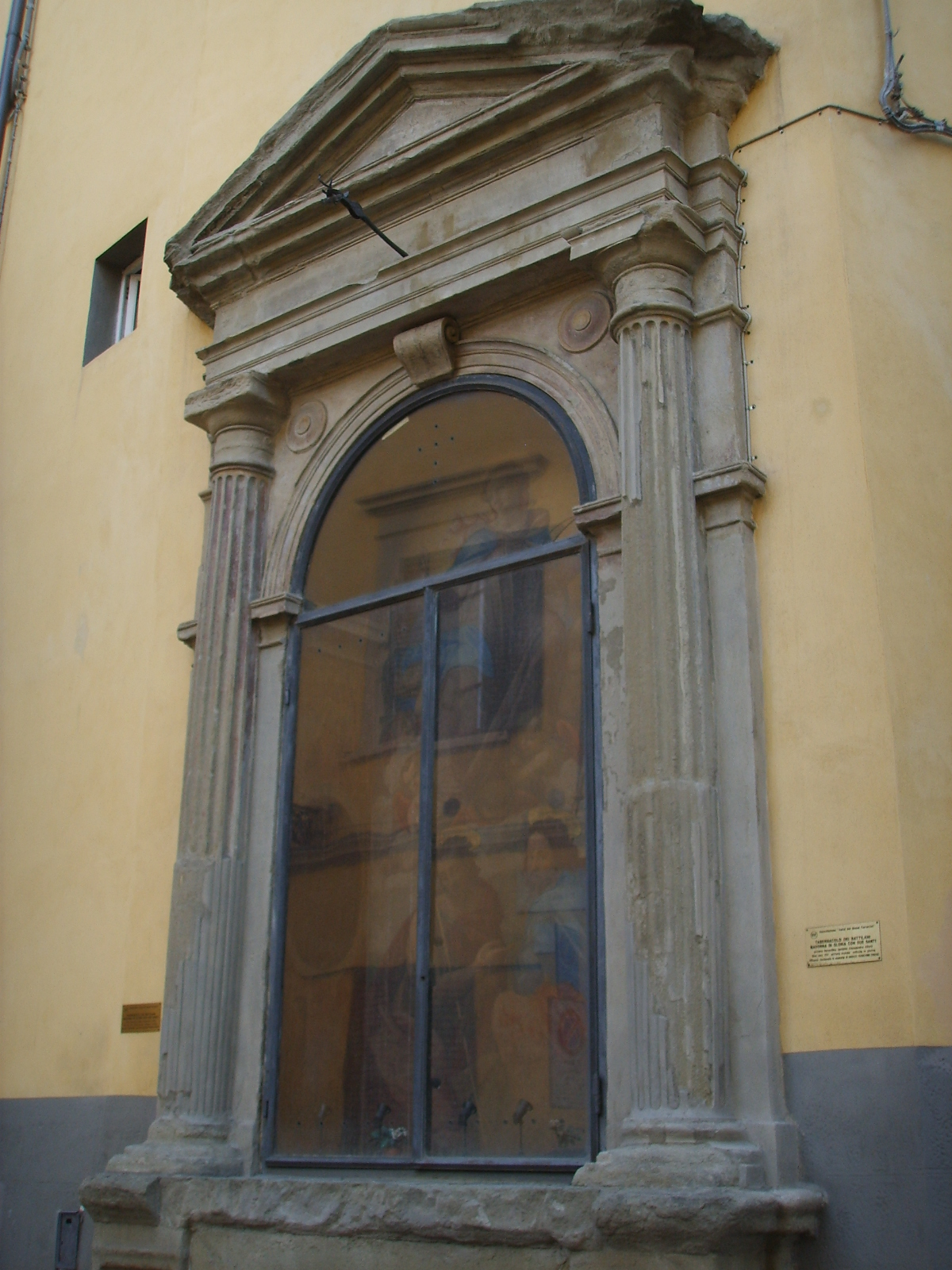
Il tabernacolo dei Battilani

I Battilani, nel loro isolato, possedevano ben quattro tabernacoli dedicati alla loro protettrice: la Madonna assunta in cielo, festeggiata solennemente il 15 agosto.
Il più noto e meglio conservato è quello sulla cantonata tra via Santa Reparata e via delle Ruote, risalente alla fine del Cinquecento. Inserito in una ricca cornice in pietra bigia, ha il carattere degli altari controriformati, che in quegli anni Vasari andava erigendo nelle principali chiese fiorentine. Su un basamento in cui ricorrono, separate, le due mani dello stemma dei Battilani che reggono nel primo caso un pettine e nel secondo uno scardasso, come si vedono anche sul portale di via delle Ruote 17. Due semicolonne tuscaniche scanalate reggono un cornicione con timpano triangolare, inquadrando la nicchia centinata dell'affresco, con due patere nei pennacchi.
L'affresco, attribuito a un pittore fiorentino della cerchia di Alessandro Allori, rappresenta la Madonna Assunta tra angeli, con i santi Giovanni Battista e Jacopo. Negli sguanci sono rappresentati angeli che lanciano fiori, e medaglioni a monocromo con scene oggi poco leggibili.
Un secondo tabernacolo dell'Assunta è visibile in una lunetta malconservata in via Santa Reparata 75. Altri due sono perduti.

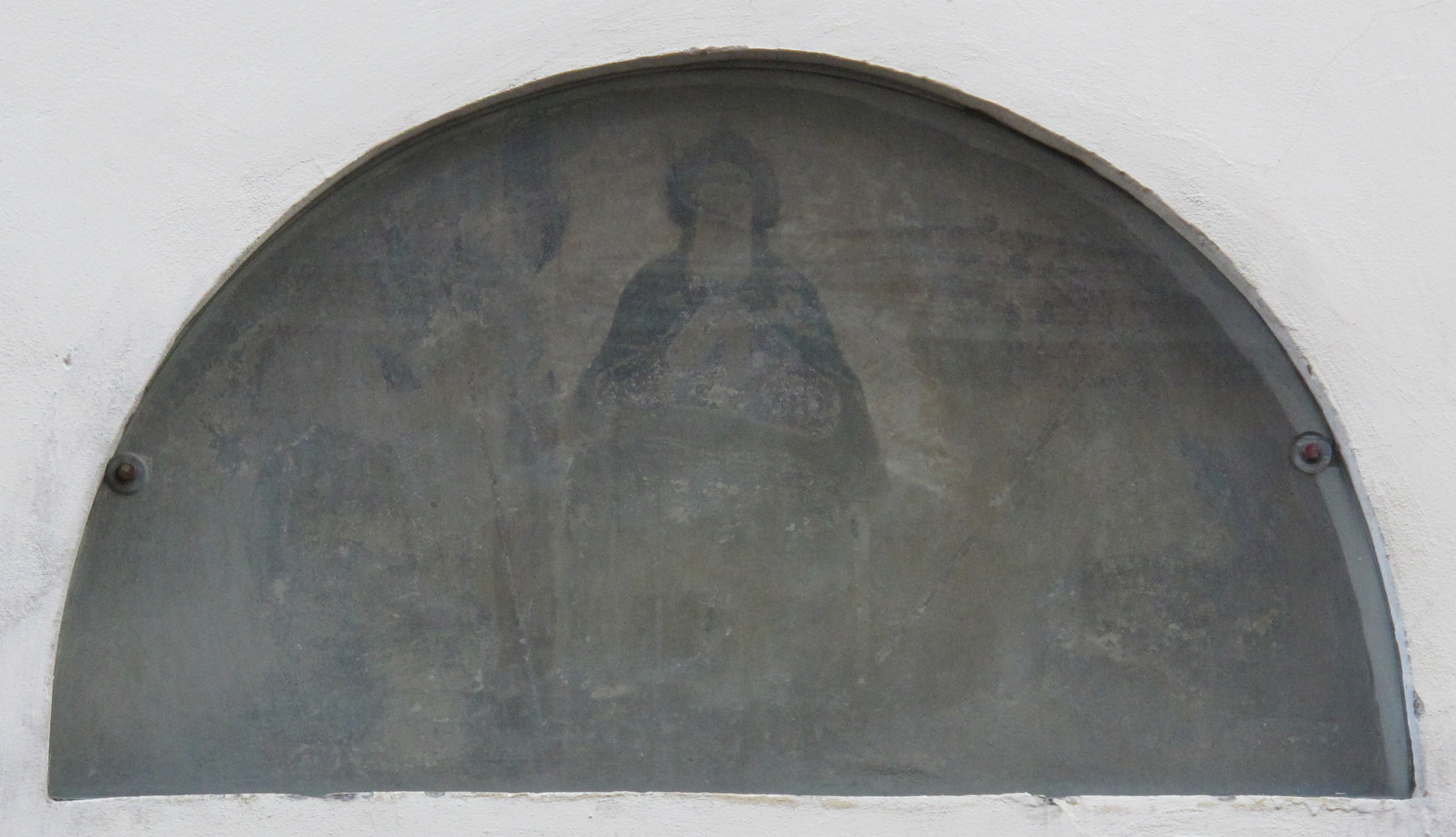
Il tabernacolo di via Santa Reparata

Lo stemma della Compagnia mostra lo scardasso e il pettine affiancati, talvolta scambiati o rovesciati e impugnati da mani. Lo si trova all'inizio e alla fine della serie delle case di Battilani (in via Santa Reparata 65 e in via delle Ruote 29), oltre che sul tabernacolo della cantonata e sul portale di accesso alla Compagnia. Inoltre compare in una serie di case possedute dalla Compagnia, quali via San Zanobi 106, Borgo la Croce 11 (da alcuni segnalato come della Compagnia di Sant'Andrea dei Purgatori e Cardatori) e via Palazzuolo 16.